# Eiken (Zwitserland)
Eiken is een gemeente en plaats in het Zwitserse kanton Aargau en maakt deel uit van het district Laufenburg.
Eiken telt 2.148 inwoners.